# Taxa de supervivència a cinc anys
La taxa de supervivència a cinc anys és un tipus de taxa de supervivència per estimar el prognosi d'una malaltia en particular, normalment calculada des del punt de diagnosi. La correcció d'avançament del diagnòstic (lead-time bias) anterior pot afectar la interpretació de la taxa de supervivència a cinc anys.
Hi ha taxes de supervivència absolutes i relatives, però aquestes últimes són més útils i comunament utilitzades.

## Taxes absoluta i relativa
- La taxa de supervivència absoluta a cinc anys descriu el percentatge de malalts vius cinc anys després de diagnosticar la malaltia.
- La taxa de supervivència relativa a cinc anys descriu el percentatge de malalts vius cinc anys després de diagnosticar la malaltia, dividit pel percentatge de la població general del sexe i edat corresponents vius després de cinc anys.

La taxa de supervivència relativa a cinc anys se cita més freqüentment en les estadístiques del càncer. A vegades també es poden citar la taxa de supervivència absoluta a cinc anys. No obstant això, moltes d'aquestes persones viuen molt més de 5 anys després del diagnòstic. A mesura que els tractaments milloren amb el temps, les persones que ara són diagnosticades amb càncer poden tenir un millor pronòstic que el que mostren aquestes estadístiques.
Normalment, la taxa de supervivència a cinc anys dels pacients amb càncer és molt inferior al 100%, que reflecteix l'excés de mortalitat entre els pacients amb càncer en comparació amb la població general. En contrast amb la taxa de supervivència absoluta a cinc anys, la taxa de supervivència relativa a cinc anys pot ser igual o fins i tot superar el 100% si els pacients amb càncer presenten taxes de supervivència igual o més elevades que la població general. El patró es pot produir generalment si els pacients amb càncer es poden curar, o si els pacients diagnosticats de càncer són d'una altra manera més privilegiats (com en termes de factors socioeconòmics o accés a l'assistència sanitària) que la població general. El fet que les taxes de supervivència relatives superiors al 100% estiguessin estimades per a alguns grups de pacients sembla contraintuitiu a primera vista. És poc probable que l'aparició de càncer de pròstata incrementi les possibilitats de supervivència, en comparació amb la població general. Una explicació més plausible és que el patró reflecteix un efecte de selecció de la detecció PSA, ja que les proves de detecció solen ser utilitzades amb menys freqüència pels grups de població socialment desfavorits, que, en general, també tenen una major mortalitat.

## Càlcul de la taxa
Per obtenir la taxa de supervivència a 5 anys s'avalua a les persones que han rebut tractament durant, almenys, 5 anys.

## Aplicacions
La taxa de supervivència a cinc anys es pot utilitzar per comparar l'efectivitat dels tractaments. L'ús d'estadístiques de supervivència de cinc anys és més útil en malalties agressives que tenen una expectativa de vida més curta després del diagnòstic, com ara el càncer de pulmó i menys útil en casos amb una llarga vida útil, com el càncer de pròstata.
Les millores en els índexs de vegades es atribueixen a les millores en la diagnosi i no a les millores en el prognosi.
Per comparar els tractaments amb independència del diagnòstic, és millor considerar la supervivència d'arribar a una determinada etapa de la malaltia o del seu tractament
L'anàlisi realitzat per la Base de dades de vigilància, epidemiologia i resultats finals (Surveillance, Epidemiology, and End Results database, SEER) facilita el càlcul de la taxa de supervivència a cinc anys.